# Света Варвара (Костур)
„Света Варвара“ (на гръцки: Αγίας Βαρβάρας) е православна църква в град Костур (Кастория), Егейска Македония, Гърция.

## История
Храмът е изграден в 1938 - 1939 година.
В архитектурно отношение е малка шестоъгълна ротонда. Част е от старата Елеуска енория.
На мястото на църквата е имало стар храм, един от най-старите в града, вероятно на възрастта на съседния „Свети Николай Томанов“. В началото на XX век храмът става опасен и литургията за Света Варвара започва да се служи в съседния храм „Свети Спиридон“, в който са пренесени и големите икони на Света Богородица, Христос, Свети Дамаскин и Свети Сава. През 30-те години храмът е разрушен и с усилията на митрополит Никофор II Костурски и на костурските граждани е построен новият храм. При разрушаването на храма край олтара е открит гроб.